# Swarmandal

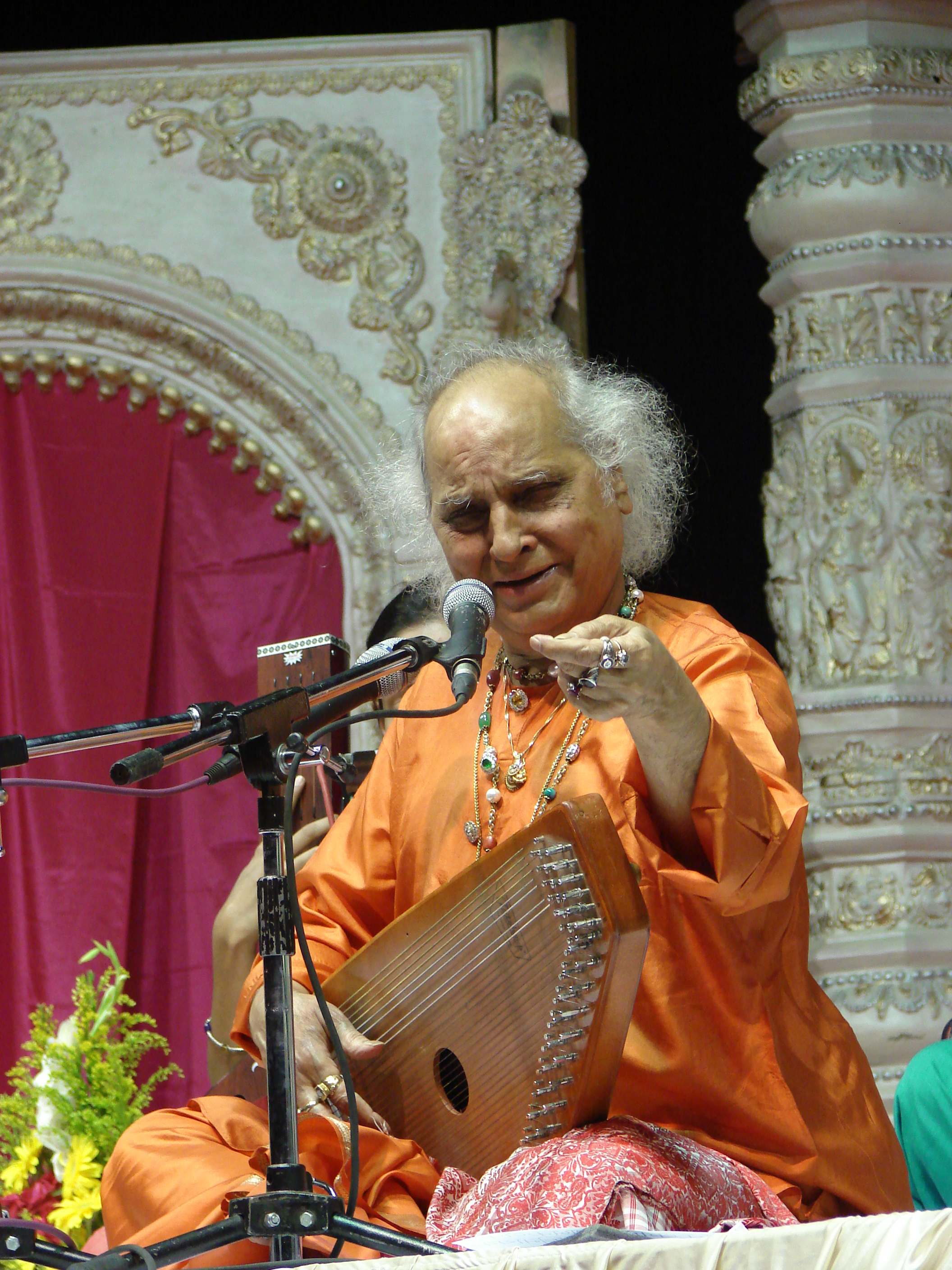
Jasraj jouant du swarmandal

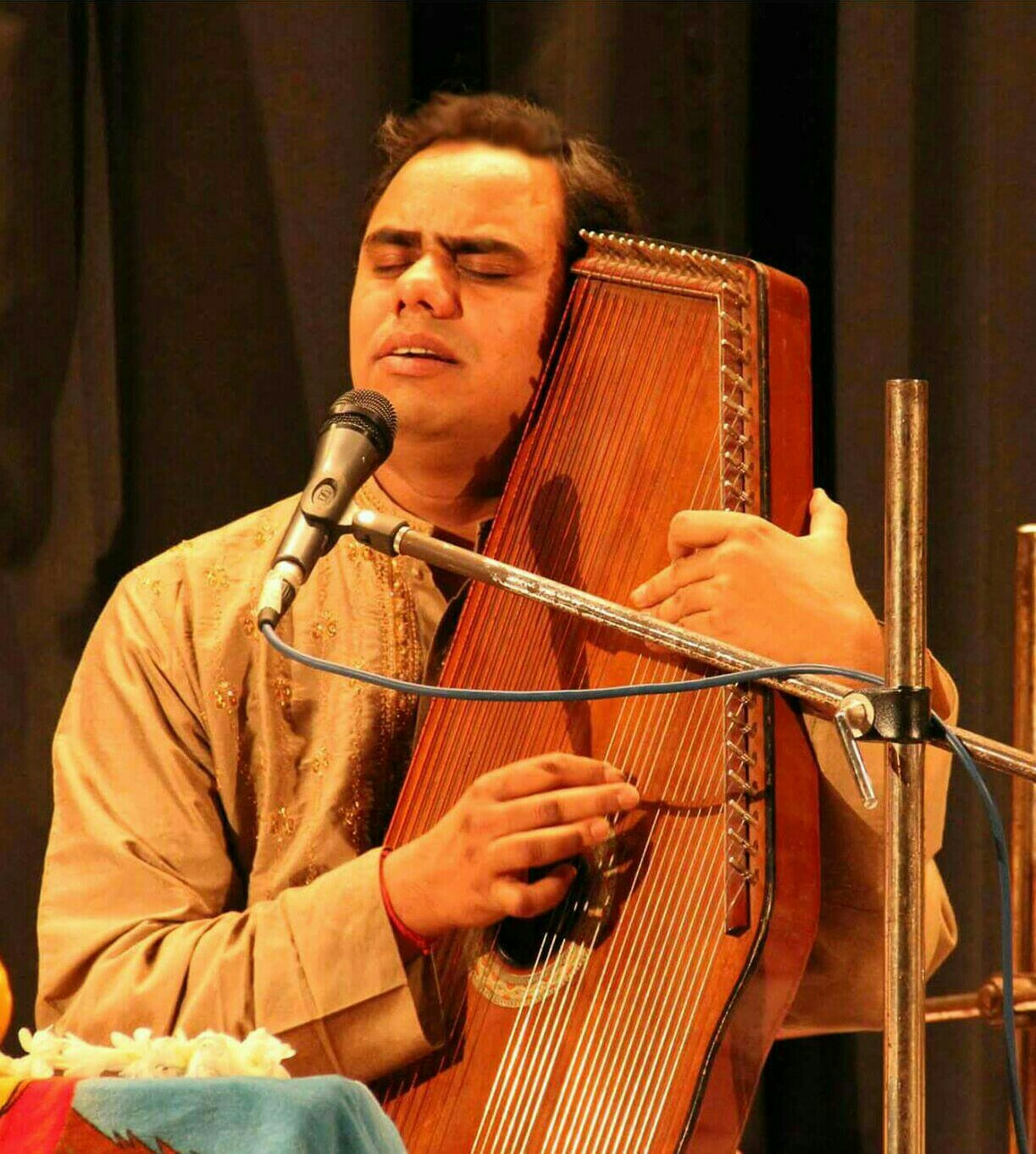
Pandit Shyam Sundar Goswami jouant du swarmandal

Le swarmandal ou svarmandal ou surmandal est un instrument de musique indien à cordes pincées. Il s'agit d'une cithare dont s'accompagnent exclusivement les chanteurs.

## Facture
Bien que fort ancien dans les textes, l'instrument n'est aujourd'hui que la simple réplique des cithares autrichiennes peut-être amenées comme l'harmonium ou le violon par les colons anglais ou les missionnaires. Il comporte en général 20 ou 40 cordes et une rosace centrale.

## Jeu
Comme le tampura, il joue le rôle de soutien modal : le jeu consiste à effleurer les cordes dans un mouvement régulier sans chercher à faire de mélodie, les cordes étant accordées en fonction du raga joué.

## Utilisation dans la musique occidentale
Après son voyage en Inde à la fin de l'année 1966, George Harrison a introduit le swarmandal parmi les sonorités des Beatles sur le single Strawberry Fields Forever. Il en a aussi joué sur sa composition Within You Without You, de l'album Sgt. Pepper's Lonely Hearts Club Band,.